# 本城 (石見国)
本城（ほんじょう）は、現在の島根県邑智郡邑南町下田所にあった日本の城。自治体による史跡指定は受けていない。

## 概要
康安元年（1361年）、藤掛城城主高橋師光が二ツ山城を攻略し、出羽氏より出羽郷の地を獲ると、二ツ山城には入らず、本城を築いて藤掛城より移った。その後、高橋氏は本城を本拠地として安芸国高田・山県郡方面に領土を拡大していった。
しかし、永正12年（1515年）、高橋元光が戦死したことで急速に衰え、享禄2年（1529年）に、高橋興光が毛利元就の策謀によって討たれ、本城の高橋氏は滅ぶことになる。
城跡は二度と使われることがないよう、毛利軍によって破壊された。本丸跡地は掘り切られており、現在でもその痕跡が確認できる。